# 摩泽尔河畔阿尔斯
摩澤爾河畔阿尔斯（法語：Ars-sur-Moselle，法語發音：[aʁs syʁ mɔzɛl]）是法国摩泽尔省的一个市镇，属于梅斯区，是梅斯都会区的一部分。

## 地理
摩泽尔河畔阿尔斯（49°4'41"N, 6°4'27"E）面积11.6 平方千米，位于法国大東部大區摩泽尔省，该省份为法国东北部内陆省份，是洛林的一部分，西南接默尔特-摩泽尔省，东临下莱茵省，北与卢森堡和德国接壤。
与摩泽尔河畔阿尔斯接壤的市镇（或旧市镇、城区）包括：格拉沃洛特、昂西-多尔诺、戈尔兹、茹伊欧萨什、沃村、勒宗维尔-维永维尔。
摩泽尔河畔阿尔斯的时区为UTC+01:00、UTC+02:00（夏令时）。

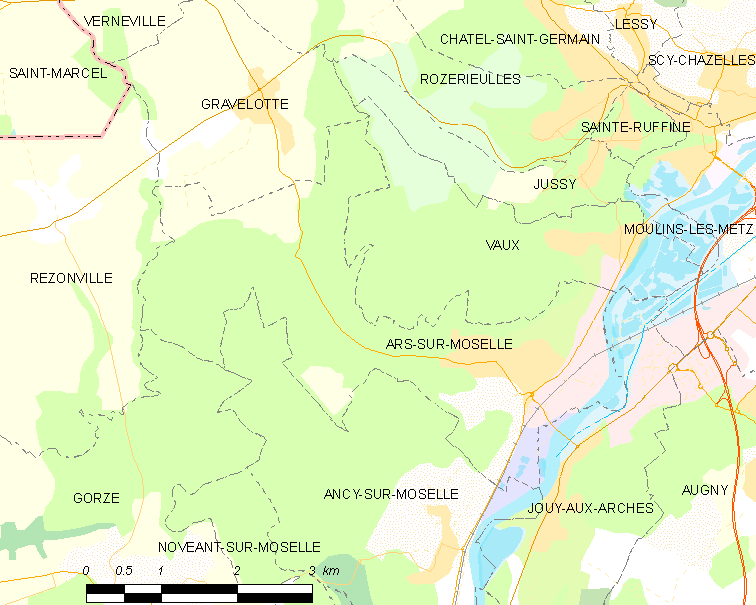
摩泽尔河畔阿尔斯的OSM定位图

## 行政
摩泽尔河畔阿尔斯的邮政编码为57130，INSEE市镇编码为57032。

## 政治
摩泽尔河畔阿尔斯所属的省级选区为摩泽尔山坡县。

## 人口

1962-2008年间摩泽尔河畔阿尔斯人口变化图示

摩泽尔河畔阿尔斯于2022年1月1日时的人口数量为4645人。